# Mariña Pérez Rei
Mariña Pérez Rei (Ames, Corunha, 1966) é uma escritora galega.

## Formação e actividade profissional
Licenciada em Filologia Galego-Portuguesa e Filologia Hispânica pela Universidade de Santiago de Compostela, Mariña Pérez é professora de Língua Galega e Literatura no ensino secundário.

## Actividade como escritora
Escritora de língua galega, colaboradora em jornais com artigos de opinião em imprensa e revistas (Galicia Hoxe, Barbantia, La Voz de Galicia, Tempos novos), Mariña Pérez é também letrista de músicos galegos.

## Obras publicadas

### Poesia
- Fanerógama. Corunha: Edicións do Castro, 2006. ISBN 84-8485-228-8[2].

Prémio Eusébio Lorenzo Baleirón, 2005.
Os poemas deste livro mostram uma combinação de sentimentos tais como a solidão, a feminidade, a reflexão sobre a comunicação poética e a preocupação pela natureza como casa comum
- Apuntamentos para un cuarto confuso e cambiante. Ribeira, 2009.

Obra de tom intimista que trata da criação literário-poética como uma matéria evolutiva sempre inacabada, cambiante e confusa servindo-se para isso da metáfora como recurso imprescindível. Os poemas são pequenas peças que a autora nos oferece e que incorparam jogos visuais com o texto, e inclusões vegetais e manuscritas. Este livro é uma obra artesanal com uma edição limitada a 105 exemplares numerados e assinados.
- Paquidermo. Santiago de Compostela: Editorial Bubela, 2010. ISBN 978-84-937176-4-3

A autora assume o ideário do sentimental-ismo, corrente filosófico-poética que procura uma renovação léxica, fugindo de imposições de mercado e de materialismos desnecessários que tiram valor à palavra poética. Dentro de um grupo de sete poetas galegos busca criar uma literatura mais reveladora e consciencializada, despoluída e original. Dentro do livro de poemas destaca a inter-relação da natureza animal com as vivências humanas e o próprio processo de criação.

### Narrativa
- Canícula. Santiago de Compostela: Editorial Sotelo Blanco, 2007. ISBN 978-84-7824-508-6

Prémio Lueiro Rey de Novela Curta de 2006.
Este romance desenvolve-se numa Galiza abafante consequência da mudança climática. A população mora agora em plataformas marinhas flutuantes afastadas da terra devastada pelo calor. Esse cenário serve à autora para abordar o fio condutor do romance que não é outro que a solidão humana, alimentada pelo avanço da desumanização e o silencio num ambiente sórdido; a obsessão dos protagonistas é fugir da canícula interior, do pensamento único; o seu desejo é poder sentir á final o recendo duma liberdade real.
- Costa Necrópole: Escenarios para deslembrar. Noia: Editorial Toxosutos, 2010. ISBN 978-84-92792-41-2

Prémio de 2010 de relatos de aventuras Antón Avilés de Taramancos.
Narra-se a aventura de um jovem africano (da África ao Sul do Saara) que começa uma viagem longa e perigosa com a esperança de chegar e de viver na Europa na procura de um futuro melhor. A autora põe-se na pele do protagonista e fala sobre os seus pensamentos inconformistas, assim como a sua trajetória vital.

### Antologias
- Em 2010 participa na Antologia En defensa do poleiro, da editorial Toxosoutos.